# O Sequestro do Voo 375
O Sequestro do Voo 375 é um filme de drama biográfico brasileiro de 2023, dirigido por Marcus Baldini a partir de um roteiro de Lusa Silvestre e Mikael de Albuquerque. É estrelado por Danilo Grangheia e Jorge Paz e é baseado no voo VASP 375 que, em 1988, tendo mais de 100 pessoas a bordo, foi alvo de um sequestro no ar, por Raimundo Nonato Alves, que queria jogar a aeronave contra o Palácio do Planalto. Conta ainda com as atuações de Roberta Gualda, César Mello, Juliana Alves, Diego Montez, Arianne Botelho e Wagner Santisteban nos demais papéis principais.
O Sequestro do Voo 375 teve sua estreia mundial no Festival Internacional de Cinema do Rio em 19 de outubro de 2023 e foi lançado comercialmente nos cinemas do Brasil em 7 de dezembro de 2023 pela Star Distribution. O filme obteve uma recepção positiva da crítica especializada, que elogiou as atuações do elenco geral e o roteiro que recriou este episódio da história nacional de forma tensa e bem construída. É o filme brasileiro mais caro feito atualmente custando cerca R$ 15 milhões. A arrecadação em bilheteria do filme foi cerca de R$ 4 milhões, com público de 198 mil pessoas.
O filme saiu-se como o grande vencedor do Prêmio Grande Otelo, promovido pela Academia Brasileira de Cinema, vencendo seis de suas doze indicações, incluindo a de Melhor Ator Coadjuvante para Jorge Paz, Melhor Roteiro Adaptado para Lusa Silvestre e Mikael de Albuquerque, além de outras categorias técnicas. O roteiro do filme também foi reconhecido nas premiações do Los Angeles Brazilian Film Festival, nos Estados Unidos, e no Festival Sesc Melhores Filmes.

## Enredo
Em 1988, em meio a um cenário político, social e econômico caótico, o Brasil estava em transição, saindo de 21 anos de ditadura civil-militar. O país enfrentava uma grave crise, com a inflação atingindo 17% ao mês, e a presidência era ocupada por um vice-presidente após a morte de Tancredo Neves, eleito pelos congressistas como parte do processo de redemocratização. Nesse contexto, o protagonista, o piloto Fernando Murilo (Danilo Grangheia), retornou ao trabalho após protestar contra as abusivas jornadas de voo impostas pela empresa aérea.
O filme começa com o voo saindo do aeroporto de Confins, em Minas Gerais, com destino ao Rio de Janeiro, numa viagem que deveria ser curta e rotineira. Porém, o piloto se vê diante de uma situação crítica quando Raimundo Nonato (Jorge Paz), um tratorista desempregado e desesperado com a situação do país, anuncia o sequestro da aeronave. Armado e determinado, Raimundo exige que o Boeing 737-300 seja desviado para Brasília, com a intenção de arremessá-lo contra o Palácio do Planalto e assassinar o presidente José Sarney, recém-empossado.
A trama se desenrola em ritmo tenso, alternando entre a claustrofobia a bordo do avião sequestrado e os esforços frenéticos em terra para evitar a tragédia. Enquanto Murilo luta para manter a calma e salvar os mais de 100 passageiros, as autoridades tentam desesperadamente coordenar uma solução para o impasse. A narrativa envolve não apenas o heroísmo do piloto, mas também os dilemas e ações das equipes de resgate e negociação, em uma atmosfera de alta tensão e risco iminente.

## Elenco
- Danilo Grangheia como Fernando Murilo de Lima e Silva
- Jorge Paz como Raimundo Nonato Alves da Conceição
- Roberta Gualda como Luzia
- César Mello como Salvador Evangelista
- Juliana Alves como Cláudia
- Diego Montez como Rafael
- Arianne Botelho como Silvia
- Wagner Santisteban como Valente
- Adriano Garib como Brigadeiro Bastos
- Gabriel Godoy como Delegado Rodrigues
- Johnnas Oliva como Capitão Andrade
- Claudio Jaborandy como Sobral Quintanilha
- Teca Pereira como Jussara Alves da Conceição

## Produção

### História real
O Sequestro do Voo 375 foi inspirado na história real de Raimundo Nonato Alves da Conceição, que, frustrado com a situação econômica do Brasil em 1988, planejou um atentado contra o Palácio do Planalto, sede do governo federal. Raimundo embarcou armado em um voo da Vasp, que partiu de Rondônia para o Rio de Janeiro, e, entre Belo Horizonte e o Rio, anunciou o sequestro, exigindo que o avião fosse desviado para Brasília com a intenção de colidir com o Palácio.
Durante o sequestro, ele invadiu o cockpit e matou o copiloto Salvador Evangelista. O piloto, em uma tentativa de retomar o controle, realizou uma manobra arriscada, conhecida como "tonneau", e uma queda abrupta de nove mil pés próximo ao aeroporto de Goiânia. Ao desembarcar, Raimundo usou o piloto como escudo, mas foi baleado pela Polícia Federal, encerrando o episódio dramático.

### Desenvolvimento
O diretor Marcus Baldini e a produtora Joana Henning se interessaram pela história para resgatar um evento relevante que acabaria não sendo muito lembrado nos anos seguintes, bem como "o heroísmo do Murilo, que foi um herói não reconhecido de um fato importante que aconteceu no Brasil." Fizeram uma extensa pesquisa para retratar o caso com o máximo de veracidade possível. O desenvolvimento do filme foi liderado pelo jornalista Constâncio Viana Coutinho, que há mais de 11 anos estudava acidentes aéreos e manutenção de aviões. A ideia surgiu do trágico evento de 1988, quando um sequestrador tentou colidir um Boeing contra o Palácio do Planalto. Constâncio, que buscava homenagear os envolvidos, especialmente o piloto Fernando Murilo e o copiloto Salvador Evangelista, acompanhou de perto a produção, que teve um custo de R$ 15 milhões. A produção envolveu as empresas Escarlate Conteúdos Audiovisuais, LTC e Star Original Productions, e as filmagens ocorreram nos pavilhões da Companhia Cinematográfica Vera Cruz, em São Bernardo do Campo.
O roteiro, escrito por Lusa Silvestre e Mikael de Albuquerque, foi trabalhado por seis anos com a consultoria de especialistas da Aeronáutica e da Polícia Federal. O diretor Marcus Baldini descreve o filme como um thriller que combina ação, suspense e drama, destacando o heroísmo do piloto e as ações do sequestrador Raimundo Nonato Alves da Conceição. A estrutura técnica foi impressionante, com a reconstrução de um Boeing 737, desmontado e transportado para o set em São Paulo. Foram usadas oito câmeras, drones, e 350 pessoas no set, além de 180 figurantes. As filmagens duraram oito semanas, com média de oito horas diárias de captação de imagens. A Força Aérea Brasileira colaborou, cedendo equipamentos, veículos e locações, incluindo uma pista militar interditada por uma semana para as gravações, estimados em R$ 2 milhões na ajuda de custo. Parte do avião foi colocada em uma suspensão cardã que permitia girar em 360° durante as filmagens.
Além dos desafios técnicos, como a recriação de cenas aéreas com efeitos físicos, computação gráfica e 3D, o filme contou com helicópteros e aviões como o Electra e o Bandeirante. O elenco trouxe personagens essenciais à trama, como os comissários Rafael (Diego Montez), Cláudia (Juliana Alves), Sílvia (Arianne Botelho) e Valente (Wagner Santisteban), que formam um núcleo diversificado. O coração emocional do filme reside na relação entre o piloto Murilo (Danilo Grangheia) e o sequestrador Nonato (Jorge Paz). A controladora de voo Luzia (Roberta Gualda) atua como conexão emocional com o piloto, intermediando suas ações durante a crise. A produtora Joana Henning destacou o impacto do filme no cinema nacional, citando sua relevância global e a qualidade técnica. Ela também ressaltou que o evento retratado no filme serviu como inspiração para melhorias nas medidas de segurança nos aeroportos brasileiros, como a implementação de tecnologias que não existiam à época do sequestro.

### Filmagens
Nas filmagens de O Sequestro do Voo 375, a produção utilizou o Boeing 737-200 da Força Aérea Brasileira (VC-96), FAB 2116, preservado no Museu da Aeronáutica (MUSAL) na Base Aérea dos Afonsos, no Rio de Janeiro. Embora fosse uma versão diferente da aeronave original, um 737-300, o avião foi totalmente plotado com as cores e marcas da VASP, recriando a aparência do PP-SNT. Para as cenas no aeroporto, foi colocado ao lado do falso PP-SNT um Lockheed L-188 Electra da VARIG, também preservado no MUSAL, criando um cenário mais autêntico, embora essa aeronave só operasse na ponte-aérea Rio-São Paulo na época.
Detalhes como veículos, uniformes e outros elementos de época foram reproduzidos com precisão histórica. Os figurinistas, por exemplo, colocaram o piloto do F-5 com o macacão azul, fiel ao que era usado nos anos 1980. Embora na época os F-5E/F do 1º Grupo de Aviação de Caça "Esquadrão Jambock" tenham acompanhado o voo sequestrado, o filme mostra a versão modernizada F-5EM, que não existia na época do incidente.

## Lançamento
O trailer do filme foi lançado em 4 de setembro de 2023. Em outubro, o filme foi selecionado para ser exibido no encerramento da 25ª edição do Festival do Rio, no Rio de Janeiro, no dia 19, ainda em fase de pós-produção para o lançamento comercial. Ainda neste mês, foi exibido nos Estados Unidos durante o Los Angeles Brazilian Film Festival (LABRFF), no dia 28, e na 47ª Mostra Internacional de Cinema de São Paulo, no dia 29. Em 7 de dezembro de 2023 foi lançado nos cinemas do Brasil.

### Mídia caseira
No Brasil, após a exibição comercial, o filme foi disponibilizado diretamente no Star+ em 8 de fevereiro de 2024.

## Recepção

### Crítica
Giselle de Almeida, em sua crítica para o Omelete, deu ao filme 3/5 estrelas, escrevendo o "filme é tenso do início ao fim" e a "trama bem amarrada e boas atuações compensam artificialidade de efeitos visuais no longa de ação". Almeida ainda complementa que "Na dramaturgia, chama a atenção a opção de começar a história com narração e imagens de arquivo para dar o contexto político e econômico da chamada “década perdida”, em um tom próximo do documental".
Para a Rolling Stone, Henrique Nascimento escreveu que o filme "prova que o Brasil não deve nada para Hollywood". Em sua crítica, destaca que O Sequestro do Voo 375 é um espetáculo tanto narrativa quanto visualmente. Embora alguns espectadores mais exigentes possam notar falhas nos efeitos especiais, ele considera isso um detalhe insignificante diante da importância do filme chegar aos cinemas de todo o país. Ele ressalta que é raro ver uma produção de tão alta qualidade sair dos estúdios brasileiros, e que este é um momento para se orgulhar do audiovisual nacional.
Raquel Martins, para o Metrópoles, avaliou o filme como "Ótimo", escrevendo que "dá gosto de ver o cinema nacional tão pulsante, entregando para os cinéfilos uma megaprodução, com atuações impecáveis e o resgate da memória adormecida do nosso país. O combo do melhor do entretenimento". Luiza Vilela, para a revista Exame, escreveu que o filme "cria thriller nacional ao estilo americano, mas tem DNA próprio". "Deu para perceber que faltou recurso para a equipe de edição, mas esse foi o problema que mais me incomodou. Por tudo o que o filme representa, é um mero detalhe na constituição do todo: "O Sequestro do Voo 375" é bom filme nacional, que representa um importante marco histórico do nosso país e que, ainda que se baseie muito nos roteiros norte-americanos, traz um DNA brasileiro que dá um baita orgulho", escreveu Vilela.

### Bilheteria
De acordo com os registros da Agência Nacional do Cinema (Ancine), o filme arrecadou R$ 4.065.416,27 ao longo de suas semanas em cartaz nos cinemas brasileiros, acumulando um público de 198.245 mil pessoas.
No Brasil, o filme foi lançado junto com a grande produção Wonka e ainda esteve em cartaz no mesmo período em que Jogos Vorazes: A Cantiga dos Pássaros e das Serpentes e Napoleão, além de enfrentar a estreia de Godzilla Minus One. De acordo com os dados da ComScore, em sua segunda semana de exibição, o filme havia arrecadado cerca de R$ 970 mil, ocupando a quinta posição entre os filmes mais assistidos entre 14 e 17 de dezembro de 2023.

## Prêmios e indicações
| Ano  | Associações                         | Categoria                                   | Recipiente(s)                                 | Resultado |
| ---- | ----------------------------------- | ------------------------------------------- | --------------------------------------------- | --------- |
| 2023 | Los Angeles Brazilian Film Festival | Melhor Roteiro                              | Lusa Silvestre e Mikael de Albuquerque        | Venceu    |
| 2023 | Festival Sesc Melhores Filmes       | Melhor Roteiro (voto público)               | Lusa Silvestre e Mikael de Albuquerque        | Venceu    |
| 2023 | Festival Sesc Melhores Filmes       | Melhor Ator Nacional                        | Danilo Grangheia                              | Indicado  |
| 2023 | Festival Sesc Melhores Filmes       | Melhor Ator Nacional                        | Jorge Paz                                     | Indicado  |
| 2023 | Festival Sesc Melhores Filmes       | Melhor Atriz Nacional                       | Roberta Gualda                                | Indicado  |
| 2023 | Festival Sesc Melhores Filmes       | Melhor Direção de Fotografia (voto público) | Rhebling Junior                               | Venceu    |
| 2024 | SEC Awards                          | Filme Nacional Favorito do Ano              | O Sequestro do Voo 375                        | Indicado  |
| 2024 | SEC Awards                          | Melhor Performance em Filme Nacional        | Juliana Alves                                 | Indicado  |
| 2024 | Prêmio Grande Otelo                 | Melhor Filme                                | O Sequestro do Voo 375                        | Indicado  |
| 2024 | Prêmio Grande Otelo                 | Melhor Diretor                              | Marcus Baldini                                | Indicado  |
| 2024 | Prêmio Grande Otelo                 | Melhor Ator Coadjuvante                     | Jorge Paz                                     | Venceu    |
| 2024 | Prêmio Grande Otelo                 | Melhor Direção de Fotografia                | Rhebling Junior                               | Indicado  |
| 2024 | Prêmio Grande Otelo                 | Melhor Roteiro Adapatado                    | Lusa Silvestre e Mikael de Albuquerque        | Venceu    |
| 2024 | Prêmio Grande Otelo                 | Melhor Direção de Arte                      | Rafael Ronconi                                | Venceu    |
| 2024 | Prêmio Grande Otelo                 | Melhor Figurino                             | Letícia Barbieri                              | Indicado  |
| 2024 | Prêmio Grande Otelo                 | Melhor Maquiagem                            | Simone Batata                                 | Indicado  |
| 2024 | Prêmio Grande Otelo                 | Melhor Montagem                             | Lucas Gonzaga e Gustavo Vasconcelos           | Venceu    |
| 2024 | Prêmio Grande Otelo                 | Melhor Som                                  | Sérgio Scliar, Ricardo Reis e Miriam Biderman | Venceu    |
| 2024 | Prêmio Grande Otelo                 | Melhor Trilha Sonora                        | Plínio Profeta                                | Indicado  |
| 2024 | Prêmio Grande Otelo                 | Melhor Efeitos Visuais                      | Marcelo Siqueira e Joaquim Moreno             | Venceu    |